# Morotsresan
Morotsresan, tidigare Kaninresan, är en åkattraktion i nöjesparken Liseberg i Göteborg som är placerad i Kaninlandet. Attraktionen hade premiär 21 april 2001 och är tillverkad av Heinrich Mack GmbH & Co.
Attraktionen byggdes 2001 och består av tio små, runda båtar. Båtarna driver långsamt fram i en 182,5 meter lång, slingrig kanal omgiven av blommor och buskar. På en del ställen är även mekaniska Lisebergskaniner utplacerade längsmed banan.
Attraktionen har många likheter med Kållerado, men är anpassad för yngre barn. Båtarna är mindre och går betydligt långsammare. Medan Kållerado är mer av ett äventyr med effekter, forsar och sprutande vatten är Kaninresan väldigt lugn och inte byggd för att blöta ner passagerarna.
Inför sommarsäsongen 2021 bytte attraktionen namn till Morotsresan. Samtidigt genomfördes ytterligare tematiseringar längs banan i stil med övriga Kaninlandet. Tematiseringen, som är i samarbete med varumärket Änglagård, är tänkt att föreställa kaninernas kolonilott.

## Bilder

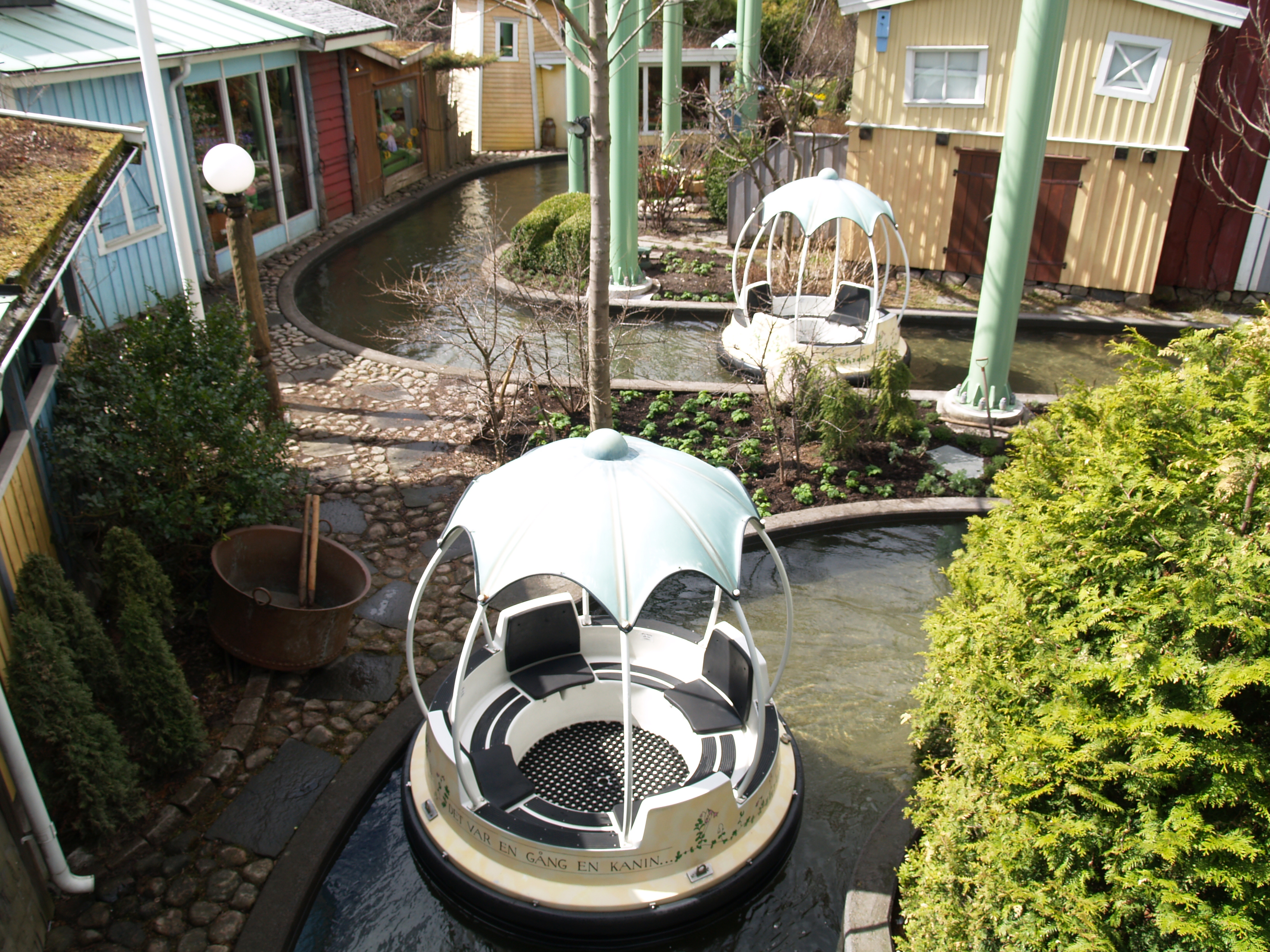
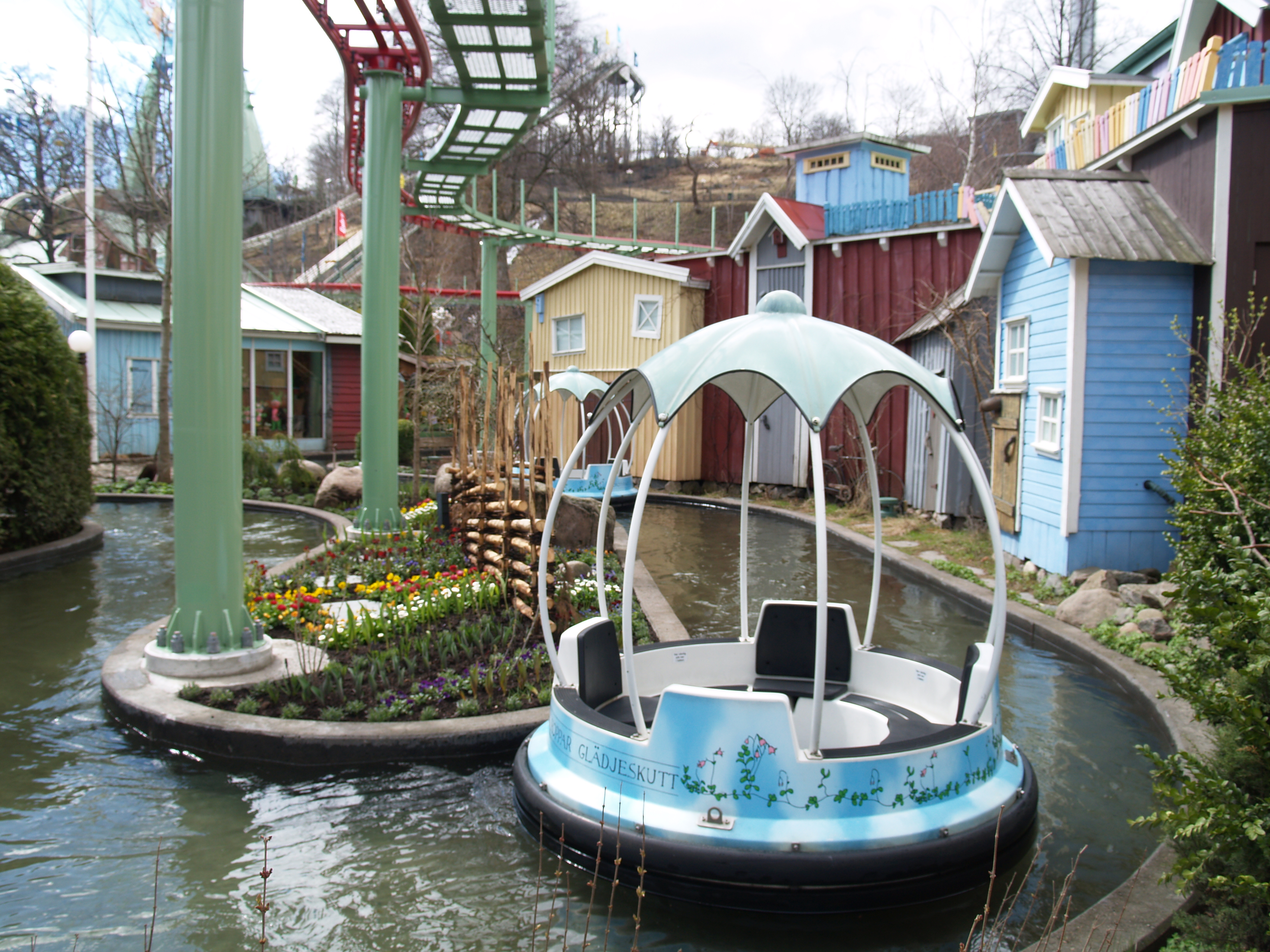

- Wikimedia Commons har media som rör Kaninresan.